# نويل ليتييه
نويل ليتييه (بالفرنسية: Noël Liétaer)‏ (17 نوفمبر 1908 - 22 فبراير 1941) لاعب كرة قدم فرنسي راحل كان يجيد اللعب في خط الوسط.
لعب طوال مسيرته الرياضية في أندية توركوينغ، إكسيلسيور روبيه (1932-1939).
مثل منتخب فرنسا في 7 مباريات (1933-1934). شارك مع منتخب فرنسا في بطولة كأس العالم 1934 في إيطاليا حيث خرج من الدور الثمن النهائي.

## مسيرته الكروية
لعب نويل ليتييه خلال مسيرته الاحترافية مع نادِ واحدٍ في سبعة مواسم وسجل خلالها 9 أهداف ضمن 190 مباراة. حيث فاز في موسم واحد بالكأس ولم يفز بأي دوري.
خاض نويل ليتييه مسيرته مع نادي إكسيلسيور روبيه في موسم 1932–33 ليلعب معه سبعة مواسم، مشاركًا في 190 مباراة سجل خلالها 9 أهداف.

## وصلات خارجية
- نويل ليتييه على موقع الاتحاد الدولي (مؤرشف)  (الإنجليزية)
- نويل ليتييه على موقع قاعدة بيانات كرة القدم.إي يو (الإنجليزية)
- نويل ليتييه على موقع ناشيونال فوتبول تيمز (الإنجليزية)
- نويل ليتييه على موقع عالم كرة القدم.نت (الإنجليزية)
- سيرة ذاتية